# Szczelina nad Tomanową II
Szczelina nad Tomanową II – jaskinia w Dolinie Tomanowej w Tatrach Zachodnich. Wejście do niej znajduje się w zboczu Ciemniaka, pod granią Rzędów Tomanowych, w pobliżu Szczeliny nad Tomanową I, na wysokości 2020 m n.p.m. Długość jaskini wynosi 12 metrów, a jej deniwelacja 5,5 metrów.

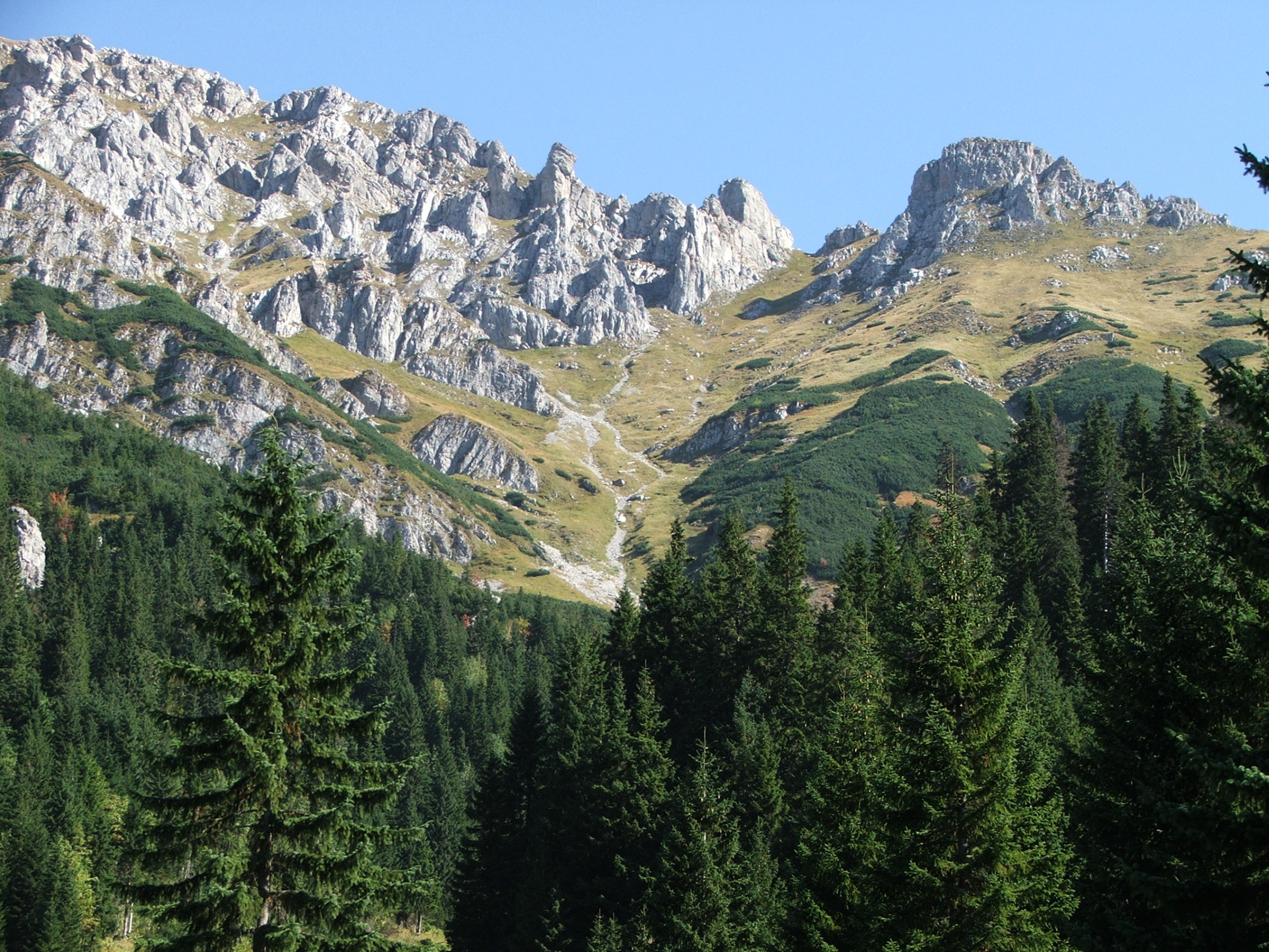
Rzędy Tomanowe

## Opis jaskini
Jaskinię stanowi szczelina zaczynająca się w niewielkim otworze wejściowym. W dół opada ona na głębokość 6 metrów, natomiast na wprost można przejść nią kilka metrów po zaklinowanych głazach.

## Przyroda
W jaskini występują nacieki grzybkowe i mleko wapienne. Ściany są suche, brak jest na nich roślinności.

## Historia odkryć
Jaskinię odkryli, a także sporządzili jej plan i opis, Joanna i Jakub Nowakowie w październiku 2008 roku.